# W Lupi
W Lupi är en pulserande variabel av Mira Ceti-typ (M) i stjärnbilden Vargen.
Stjärnan varierar mellan fotografisk magnitud +10,6 och ljussvagare än 13,4 med en period av 236,7 dygn.